# مايك هارينغتون
مايك هارينغتون  (بالإنجليزية: Mike Harrington)‏هو المؤسس المشارك والمدير التنفيذي لشركة «فالف» valve المختصة في تطوير ألعاب الفيديو والتوزيع الرقمي تقع في بالفيو، واشنطن. في عام 1996 بالاشتراك مع زميله جايب نويل الذي عمل معه في مايكروسوفت سابقا. شهرت فالف لسلسلة "هاف-لايف" الناجحة (أطلقت أول لعبة لها في نوفمبر 1998)، أصبحت ظاهرة صناعة الألعاب وحصلت أكثر من مرة على جوائز أفضل 50 لعبة في السنة.تعرف أيضا لشبكتها للتوزيع-الاجتماعي «ستيم»، ولتطويرها محرك سورس الذي استخدم في كل لعبة أنتجتها فالف منذ تقديمه في 2004.

## حياته
درس دراسات جادة وذهب للعمل في شركة ميكروسوفت حيث قضى فيها مدة زمنية معينة. وبعد جاء صديقه جايب نويل مليونيرا بفضل عمله في ميكروسوفت ذهبا للعمل على لعبة كوايك لدى شركة آي دي سوفتوير. في 1996 قاما بتأسيس شركة فالف بحيث قاما بتمويل الشركة من مالهما الخاص أثناء عملية تطوير لعبة فالف المشهورة هاف - لايف.
في 15 يناير 2000، وبعد نجاح سلسلة "هاف-لايف"، حل هارينغتون شراكته مع نيويل وترك فالف لأخذ عطلة طويلة مع زوجته مونيكا.
عاد هارينغتون لصناعة البرمجيات في عام 2006، عندما شارك في تأسيس برنامج «بيكنيك» (خدمة تعديل الصور اونلاين تابعة لجوجل) مع صديقه منذ فترة طويلة وزميله السابق دارين ماسينا. تم إصدار «بيكنيك» من قبل جوجل في مارس 2010. غادر هارينغتون جوجل مارس 2011، وشارك في تأسيس شركة برمجيات جديدة مع ماسينا، تسمي «مختبرات كاتنيب»catnip laps .